# Macrosporium obtusum
Macrosporium obtusum är en svampart som beskrevs av Berk. 1855. Macrosporium obtusum ingår i släktet Macrosporium och familjen Pleosporaceae.   Inga underarter finns listade i Catalogue of Life.